# 天鵝座X-1
天鵝座X-1（簡稱Cyg X-1）是一個银河系内位于天鵝座的双星系统，是著名的X射線源。它在1964年的一次火箭彈道飛行時被發現，是從地球觀測最強的X射綫源之一，其頂峰X射綫通量為2.3×10−23 Wm−2Hz−1。天鵝座X-1是最先被廣泛承認為黑洞的候選星體，也是同類星體中最受研究關注的。現在估計其質量為太陽質量的14.8倍，而其密度之高使黑洞成爲唯一一種解釋。如果如此，它的事件視界半徑約為26公里。
天鵝座X-1屬於一個高質量X射線雙星系統，其距離太陽大約6,070光年，另一成員為一顆超巨星變星，編號為HDE 226868。兩者相互圍繞公轉，距離為0.2天文單位，即地球和太陽間距離的20%。該星的星風為X射綫源的吸積盤提供物質。盤的内部溫度達到幾百萬K，因此輻射出X射綫。兩條垂直于吸積盤的相對論性噴流將被吸進的物質噴射出星際空間。
這個系統可能屬於一個名為天鵝座OB3的星協，意味著天鵝座X-1的年齡超過500萬年，並源于一顆質量大於40個太陽質量的原星。這顆原星的大部分質量都散失了，很可能是以星風的形式。如果該星以超新星的形式爆炸，則其威力足以將剩餘物質噴射出這個系統。因此它可能直接坍縮成一個黑洞。
物理學家史蒂芬·霍金和基普·索恩曾拿天鵝座X-1作了一場科學的賭局。當中霍金賭天鵝座X-1不是一顆黑洞。1990年霍金讓步，因爲觀測證據顯示這個系統中存在著引力奇點。

## 發現及觀測
通過對X射線源的觀測，天文學家能研究涉及到幾百萬度熾熱氣體的天文現象。但由於X射線被地球的大氣層遮擋了，因此對X射線源的觀測不能在地表進行，而需要將儀器運送到有足夠X射線能穿透的高度。發現天鵝座X-1的儀器是從新墨西哥州白沙導彈靶場由火箭發射到彈道軌道。1964年時正進行一項觀測，目的是找出這些X射線源。兩個空蜂火箭（Aerobee）彈道火箭運載著蓋革計數器升空，測量天空中8.4°範圍内波長從1至15Å的X射線源。
這項觀測發現了8個新的X射線源，包括天鵝座的Cyg XR-1（後名Cyg X-1）。其天球坐標估計為赤經19h53m、赤緯34.6°。該X射線源處並沒有明顯的無線電或可見光源。
由於需要更長時間的觀測研究，1963年里卡尔多·贾科尼和赫伯特·格斯基提出了首個研究X射線源的軌道衛星。美國太空總署於1970年發射了乌呼鲁卫星，進而發現了300個新X射線源。它對天鵝座X-1的長期觀測發現其X光強度有波動，頻率為每秒數次。如此快速的變動顯示，能量一定在很小的範圍内產生，大小約為105公里，因爲光速的限制使訊息不可能在更遠的範圍裏相互傳遞。作爲對比，太陽的直徑約為1.4×106公里。
1971年4月至5月，萊登天文臺的Luc Braes和George Miley與美國國家射電天文臺的Robert M. Hjellming和Campbell Wade獨立探測到來自天鵝座X-1的無線電射線，射線源的準確位置指向AGK2 +35 1910 = HDE 226868。
天球上，這顆星與視星等為4級的天鵝座η相距半度。它是一顆超巨星，本身並不能發射所觀測到的X射線。因此，此星必定有一顆能够將氣體加熱到幾百萬度的伴星，才可放射在天鵝座X-1觀測到的輻射。
皇家格林威治天文台的Louise Webster和Paul Murdin與單獨在多倫多大學大卫·邓拉普天文台工作的 Charles Thomas Bolton於1971年公佈了HDE 226868巨型伴星的發現消息。該星光譜的多普勒效應顯示了其伴星的存在，人們也能根據軌道數據間接地測量其質量。由於該天體質量很高，他們推測它可能是一個黑洞。因為最大的中子星也不可能超過3個太陽質量。
隨著更多觀測證據的發現，到了1973年末，天文學界的普遍結論為天鵝座X-1最大可能為一黑洞。對天鵝座X-1更精確的測量顯示出小至1毫秒的變化。這個間距與黑洞吸積盤物質的亂流相符。持續三分之一秒的X射線爆符合物質掉進黑洞預測所需的時間。

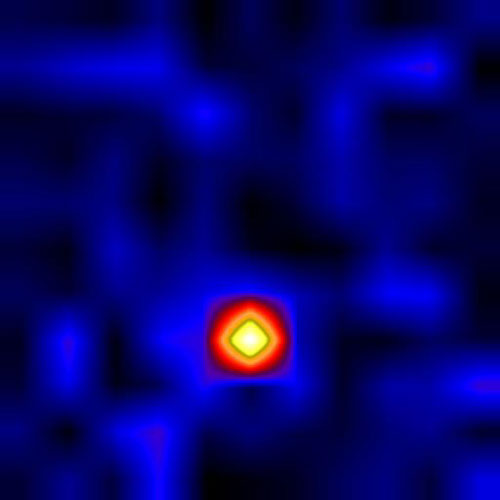
這張天鵝座X-1的X射線照片由高能複層式可見光天文望遠鏡（HERO）經氣球升空拍攝。圖片由美國太空總署提供

至今天鵝座X-1已被多部軌道及地面觀測儀器長期觀測。X射線雙星（如HDE 226868/天鵝座X-1）和活動星系核間有眾多相似之處，顯示它們有共同的運行原理：黑洞、旋轉中的吸積盤和噴流。因此，天鵝座X-1被歸於一類稱為微類星體的雙星系統。對諸如HDE 226868/天鵝座X-1的雙星系統的科學研究能使科學家對活動星系的運動原理有更深入的認知。

## 恆星系統
天鵝座X-1中的緻密星和藍超巨星組成一個雙星系統，以5.599829 ± 0.000016天的周期繞質心公轉。從地球的角度觀看，那顆緻密星從來不運行到其伴星後，也就是這個系統不會發生掩星。不過，其軌道傾角與地球視線的角度仍然是未知的，估值為27°至65°。一項2007年的研究估計角度為48.0 ± 6.8°，也就是軌道半長軸為0.2天文單位（地球與太陽距離的20%）。軌道離心率為約0.06 ± 0.01，幾乎為正圓形。依巴谷衛星測量出地球距離該系統約2,000秒差距（6,000光年），但這個數據的相對誤差較大。
天鵝座OB3是一個包含大型恆星的星協，距離太陽2,000秒差距。HDE 226868/天鵝座X-1系統與天鵝座OB3有著相同的直線運動速度及方向，意味著它們可能在同一時期同一地區形成。這樣，該系統的年齡就是約500 ± 150萬年。HDE 226868相對天鵝座OB3的運動速度為9 ± 3公里每秒，是星協中隨機運動的典型速度。HDE 226868距離星協中心約60秒差距，要達到這個距離可能需要700 ± 200萬年，粗略符合該星協的估計年齡。
該系統位於銀緯4°銀經71°，也就是在銀河系獵戶臂的內側，接近人馬臂處，然而銀河系的確切結構還在研究當中。 

### 緻密天體
對該密集天體質量的測量存在著一定的誤差。星體演化模型顯示其質量為20 ± 5太陽質量，而其它的方法則得出10太陽質量。通過測量該天體附近X射線的週期性，又能得出一個更加精確的數字8.7 ± 0.8太陽質量。無論是哪一個數據，這個天體都最有可能是一個黑洞，其引力場之強使電磁波都無法從內部逃離出去。這個空間的邊緣成為事件視界，半徑為史瓦西半徑。天鵝座X-1的史瓦西半徑約為26公里。任何東西（包括物質和光子等）只要越過了這個邊界，便無法再逃脫出去。
在1992年哈勃太空望遠鏡上高速光度計的紫外線觀測發現事件視界存在的證據。當一些發光的物質螺旋進入黑洞的事件視界時，其輻射會以一系列受引力紅移影響的脈衝發放。也就是，根據廣義相對論的預測，輻射的波長會逐漸增加。物質與普通的緻密天體相撞會產生一股能量爆，但通過事件視界的物質則不會。這樣的一系列衰減的脈衝已經觀測到兩個了，表明一個黑洞的存在。

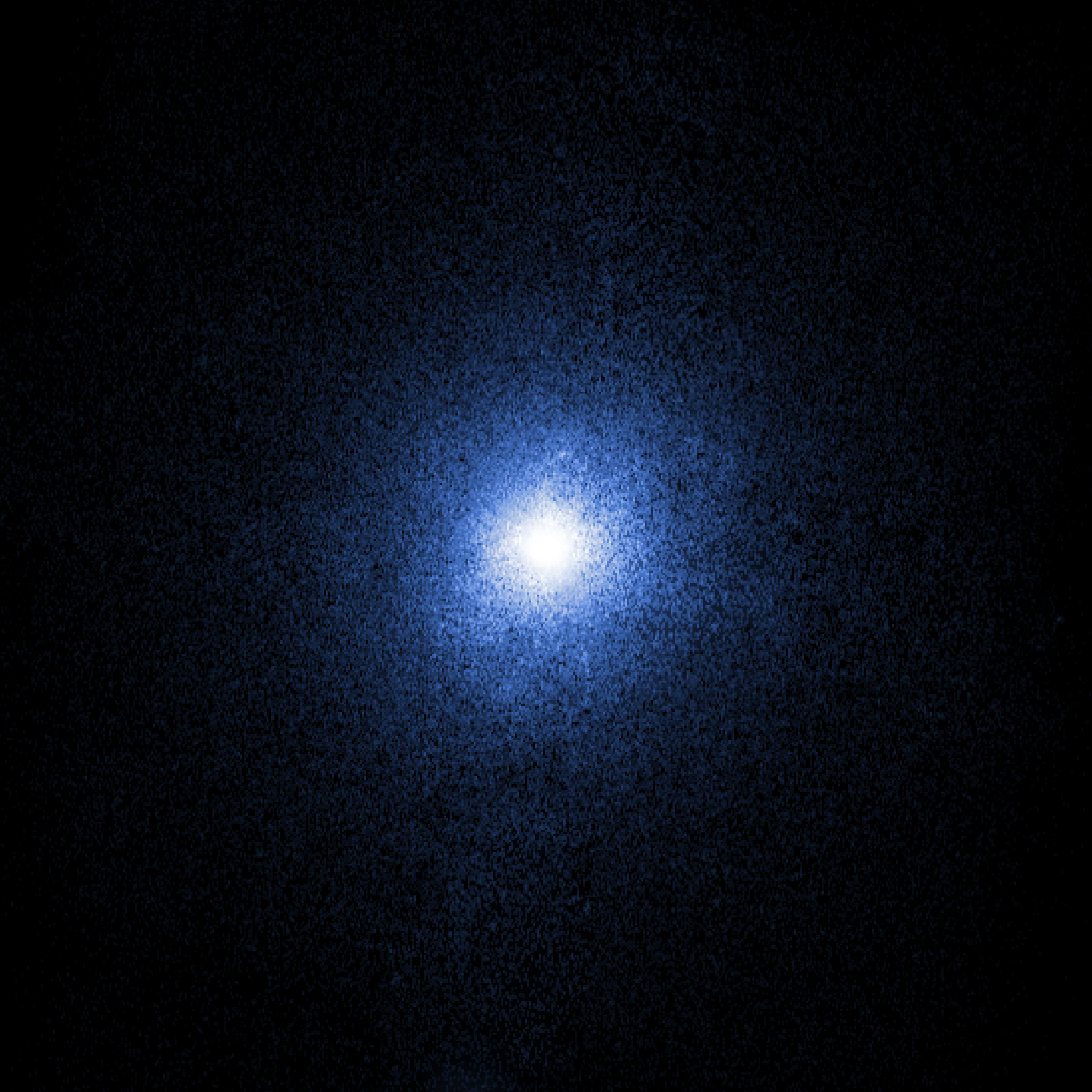
錢德拉X射線天文台拍攝的天鵝座X-1照片。

位於太空的錢德拉X射線天文台曾用於測量圍繞在該天體周圍的鐵原子的譜線。一個旋轉的黑洞能拖拽其周圍的空間，使得原子能在更靠近事件視界的軌道上運行。而在天鵝座X-1附近，沒有原子在小於160公里的軌道上運行。因此，如果這個天體是個黑洞，那它並沒有明顯的自轉。

#### 形成
天鵝座OB3星協中最大星體的質量為40太陽質量。由於較大的星體演化得較快，這表明天鵝座X-1的前身的質量超過40個太陽質量。根據現時估計的黑洞質量，該星體損失了超過30個太陽質量的物質。其部分質量可能流失給HDE 226868，而其餘的則很可能被一股強大的星風吹走。HDE 226868的外大氣層中的高氦含量有可能是這次物質傳遞的證據。其前身可能曾演化成一顆沃爾夫-拉葉星，並透過強星風拋出了大氣層中一大部分的物質。
對同類天體的觀測顯示，如果其前身曾爆炸成為超新星，其殘骸很可能會以相對高的速度被拋射出這個系統。由於拋出的物質仍然留在軌道上運行，表明其前身是直接坍縮成一顆黑洞，沒有經過爆炸（或僅僅是相對輕微的爆炸）。

#### 吸積盤

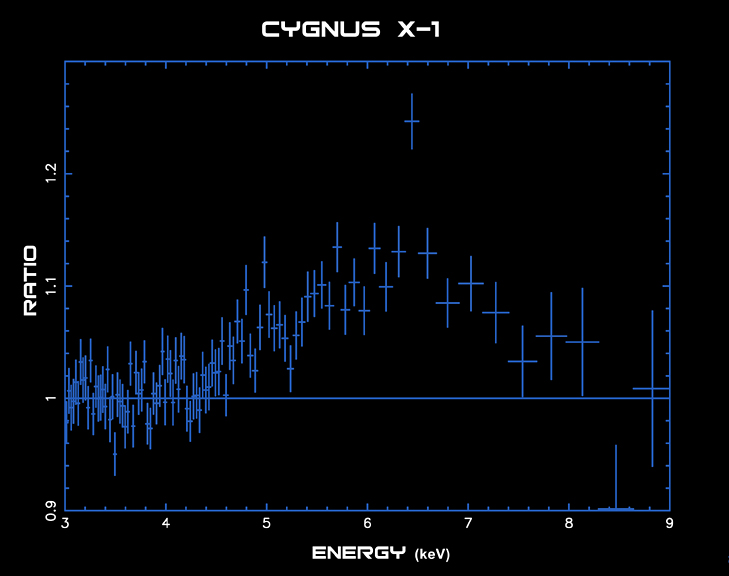
錢德拉對天鵝座X-1的X射線光譜在6.4 keV處顯示出獨特的高峰，這是因為吸積盤中的電離鐵。這個高峰值被引力紅移，因多普勒現象放寬，並偏向較低的能量值。

這個緻密天體周圍公轉著一個平坦的、薄薄的物質盤，稱為吸積盤。由於電離氣體在內圈快速運行，而在外圈則較為緩慢，其之間的摩擦力使得這個吸積盤被加熱到很高的溫度。它分為兩部分：內圈的物質有著較高的溫度和電離度，形成電漿；外圈的物質有著較低的溫度和電離度，並延伸到史瓦西半徑的500倍遠，也就是15,000公里。
儘管變化很大，很難預測，但天鵝座X-1通常天空中是最亮的持久硬X射線源。硬X射線的能級介乎30至數百電子伏特。X射線先是以位於內吸積盤的低能光子產生，再通過康普頓散射獲得更多能量。
天鵝座X-1的X射線放射以一種稱為准週期振盪的重複模式波動。緻密天體的質量似乎決定了開始產生准週期振盪的電漿物質的軌道半徑，其半徑隨質量的降低而縮短。這個方法已被用於估計天鵝座X-1的質量。
中子星產生的週期脈衝沒有在天鵝座X-1上發現。中子星產生的脈衝是因為其磁場，而無毛定理表明了黑洞不可能有磁極。譬如，X射線雙星系統V 0332+53曾被認為是一個可能的黑洞，直到人們發現了脈衝。天鵝座X-1亦沒有產生過類似中子星的X射線暴。
天鵝座X-1不可預測地在兩個X射線狀態間變換，或逐漸地轉換為另一個狀態。較不常見的那個狀態的X射線較“柔和”，其能量較低。這個狀態的變動也較大。另一個狀態相信源自圍繞著吸積盤內圈的冕。較柔和的狀態會在吸積盤接近緻密天體時（最近處可能達到150公里）產生，同時冕也會降溫並噴射物質。當一個新的冕產生出來，天鵝座X-1會回到另一個狀態。
天鵝座X-1的X射線通量有週期性的變化，週期為5.6天，特別是當這個系統合，且該緻密天體處於後方的時候。這表示射線被星周物質部分遮擋，而這些物質可能來自HDE 226868的星風。另外每約300天又有另一個射線週期，這可能是因為吸積盤的進動。

#### 噴流
吸積物質墮入緻密天體時會流失其引力勢能。一部分能量會通過垂直於吸積盤面的相對論性噴流流失，向外以相對論速度（與光速量級相近）噴射出去。這一對噴流為吸積盤提供了發放多餘能量和角動量的途徑。噴流可能是由圍繞緻密天體的氣體內的磁場產生。
天鵝座X-1噴流的能量中很少以電磁波的形式放射，因此噴流顯得很“暗”。噴流與視線夾角估計為30°，並可能正在進動。其中一條噴流與一部分密度較高的星際物質相撞，產生一個能量很高的環，其放射的無線電波能被探測得到。這個碰撞產生了一個星雲，其可見光部分已被觀測到。要產生這個星雲，這條噴流必須擁有(4–14)×1036爾格/s或(9 ± 5)×1029瓦的估計平均功率。這是太陽功率的1,000倍。相反的一條噴流並沒有產生同樣的環，因為它對準一部分密度較低的星際物質。
於2006年，有證據顯示天鵝座X-1發放極高能量（超過100 GeV）伽瑪射線，使其成為第一顆此類大質量黑洞候選星體。這個信號被發現的同時，也短暫地觀測到了硬X射線，顯示兩個事件之間存在一定的聯繫。這下X射線突然的閃耀可能產生於噴流的底部，而伽瑪射線則可能是在與HDE 226868星風相互作用的地方產生。

### HDE 226868

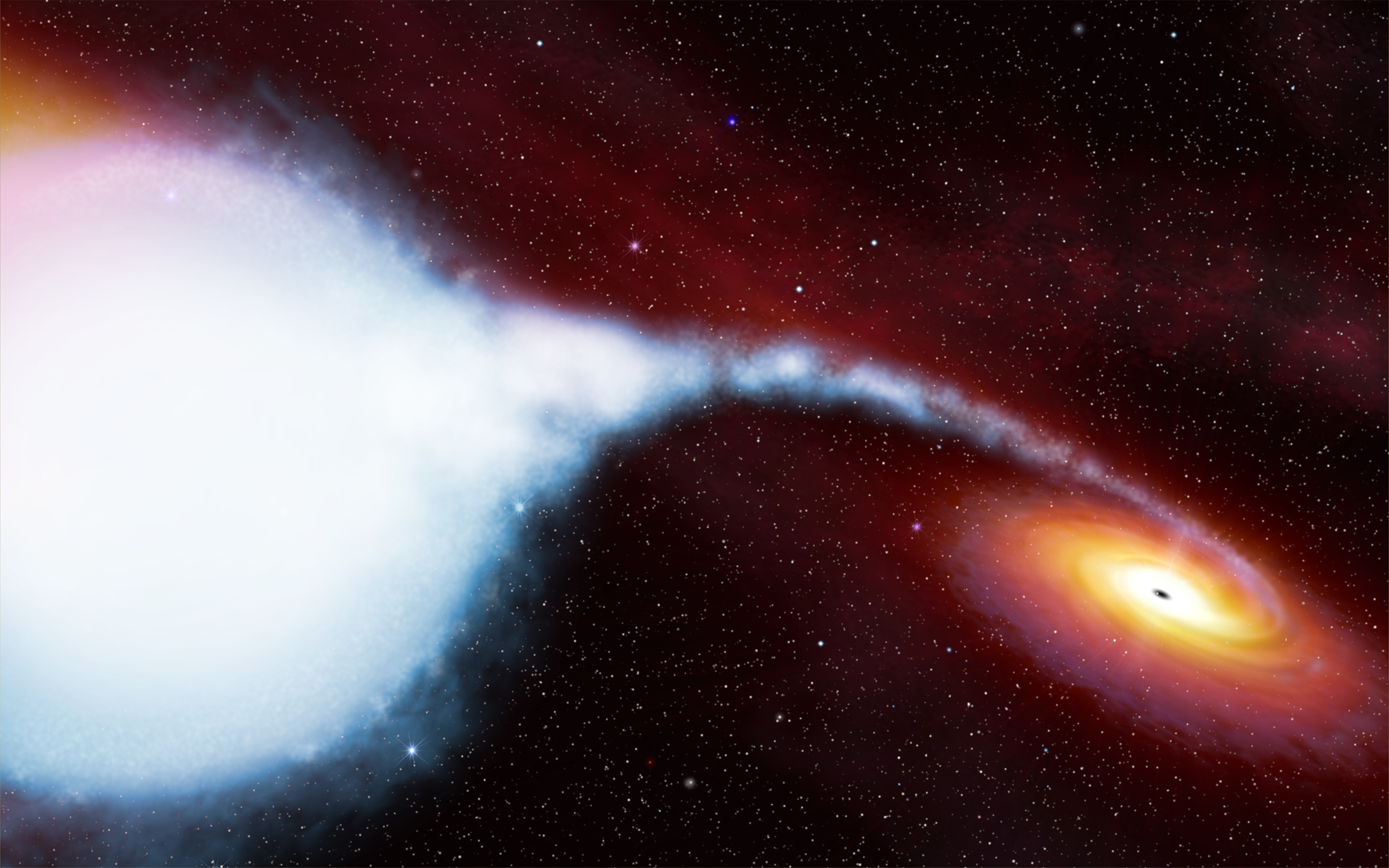
藝術家對HDE 226868–天鵝座X-1雙星系統的意想圖。ESA/Hubble illustration.

HDE 226868是一顆超巨星，光譜型為O9.7 Iab，處於O型和B型恆星之間的邊界上。其估計表面溫度為31,000K，質量約為20–40太陽質量。根據恆星演化模型，其距離估計為2,000秒差距，因此半徑應為太陽半徑的20–22倍，亮度為太陽的300,000–400,000倍。天鵝座X-1緻密天體與HDE 226868距離為約40個太陽半徑，也就是該星半徑的兩倍。
HDE 226868的表面因其伴星產生的強大的潮汐力而變形，形成水滴狀，其自轉更加扭曲其形狀。這使得它每5.6天（公轉週期）上下波動0.06視星等。其亮度變化形成的“橢球形”形狀是因表面的周邊昏暗和重力昏暗引起。
當HDE 226868的光譜與一顆相似的恆星參宿二比較時，前者大氣層裡的氦比正常多，而碳則比正常要少。HDE 226868的紫外線和H-α光譜線與天鵝座P相似。這顯示該星被一個氣體包層包圍，而該包層正加速遠離恆星中心，目前速度為大約1,500公里每秒。
和其他同光譜型的恆星一樣，人們認為HDE 226868也是以一股星風向外流失質量，速率為每年2.5×10-6太陽質量這相等於每400,000年流失一個太陽質量。其緻密的伴星正在影響這股星風的形狀，使其更為集中，而不是對稱的球體。緻密天體周圍空間發出的X射線加熱並電離這股星風。當它通過星風的不同位置時，紫外線無線電和X射線也會有變動。
HDE 226868的洛希瓣內的所有物質都被引力捕獲。任何在洛希瓣之外的物質都有可能墮入其伴星。這個洛希瓣相信十分靠近HDE 226868的表面，但並不在其之下，因此其表面物質並不會被緻密伴星吸走。然而，它吹出的一大部分星風在離開洛希瓣後就被吸入其伴星的吸積盤裡。
太陽和HDE 226868之間的氣體和塵埃降低了它的視亮度，並使它顯得更紅，因為紅光能更有效地穿透星際物質中的塵埃。星際物質的消光 （AV）值大約是3.3視星等。如果除去中間的物質，HDE 226868的視星等會是5等，且能被肉眼觀測到。

## 史蒂芬·霍金與基普·索恩
天鵝座X-1曾是物理學家史蒂芬·霍金和基普·索恩打賭的主角，霍金賭這個空間裡沒有黑洞存在。霍金後來解釋，這是一個“保險措施”。在《時間簡史》裡，霍金寫道：
|  | 這對我而言是一個保險的形式。我對黑洞做了許多研究，如果發現黑洞不存在，則這一切都成為徒勞。但在這種情形下，我將得到贏得打賭的安慰，他要給我4年的雜誌《侦探》。如果黑洞確實存在，基普·索恩將得到1年的《閣樓》。我們在1975年打賭時，大家80%斷定，天鵝座是一個黑洞。迄今，我可以將大約95%是肯定的，但輸贏最終尚未見分曉。 |

根據《時間簡史》的十週年更新版本，霍金已經輸了打賭，因為之後的觀測數據支持黑洞理論。在索恩的《黑洞與時間扭曲》中，索恩寫道：1990年霍金到南加州大學演講，當時索恩人在莫斯科，於是霍金大張旗鼓闖入索恩的辦公室拿出當年的賭據來按手指認輸。